# Der Weg des Herzens
Pour plus de détails, voir Fiche technique et Distribution.
Der Weg des Herzens (Prater en Autriche ou littéralement La Voie du Cœur pour le titre en Allemagne) est un film autrichien de Willy Schmidt-Gentner sorti en 1936.

## Synopsis
Prater de Vienne. Fred, un jeune peintre, et son ami Nicki, un chanteur populaire, se promènent dans le jardin et s'arrêtent devant un spectacle de magie en trouvant l'assistante très jolie. Mais celle qui se fait appeler Tini est maladroite et fait rater les tours. Le magicien énervé la met dehors. Fred et Nicki qui ont vu la dispute viennent consoler le demoiselle. Nicki commence un petit numéro de cirque auquel se joint Fred pour distraire Tini et lui faire oublier son malheur. Cela marche au point que Tini se met à chanter une petite chanson : "Schenk’ mir von dir ein Photo! Schreib mir was liebes drauf! Und dieses süße Photo, heb’ ich mir ewig auf!" (Donne-moi une photo de toi! Écris-moi quelque chose sur cette photo ! Et cette douce photo, je la garderai toujours avec moi!)
Eux aussi en promenade dans le Prater, Valerie, la sœur de Fred, et son ami le baron Castelli les rencontrent. Fred est à mal à l'aise. Il ne supporte pas que sa sœur fréquente un homme qui tient un casino dont la rumeur dit qu'il n'est pas très honnête. Valerie remarque de nouveau, à son grand désarroi, que son ami est intéressé par Tini. La situation s'envenime lorsqu'ils voient Lilo, une danseuse exotique, au bras de son admirateur, un riche homme d'affaires.
Tini vient s'installer dans la mansarde à côté de l'atelier de Fred. Avec l'aide de Nicki, Fred veut exposer une peinture à une exposition. Malheureusement, personne ne porte attention à ses œuvres. Cependant une peinture montrant Tini intéresse Castelli. Lorsqu'il étale 300 schillings sur la table, Valerie s'interpose et fait annuler la vente. Le lendemain, la propriétaire de l'atelier vient réclamer les loyers impayés à Fred. Lorsqu'elle se rend compte que Tini habite ici, elle lui pose un ultimatum. Il doit payer ses arriérés de loyer immédiatement, ce qui lui est impossible et laisse Tini dans l'atelier. Tini croit qu'en allant voir Valerie, la sœur de Fred, elle pourrait lui apporter son aide. Mais Tini arrive alors que Valerie et Castelli se disputent, Valerie est jalouse et accuse son ami de s'intéresser à d'autres filles. Tini se croit responsable. Lorsqu'elle quitte la maison, le baron la rattrape, elle lui fait part de son besoin. Il peut leur faire rencontrer un mécène. Il propose à Tini d'acheter une nouvelle robe dans un salon de mode coûteux pour qu'elle puisse négocier avec les amateurs d'art. Aussitôt après cet achat, il l'amène au Prater. Fred essaie de régler ses dettes en faisant des caricatures dans le jardin. Lorsqu'il voit Tini passer dans une voiture, il court après elle mais se fait arrêter par un agent de police et emmener au commissariat.
Pendant ce temps, Tini fait la tournée des cafés avec Castelli qui lui fait espérer qu'on pourrait y rencontrer Fred. Bien qu'elle soit totalement ivre, elle refuse les avances du baron. Le baron la quitte et se fait arrêter plus loin dans la rue à cause d'un mandat d'arrêt.
Tini et Fred se rencontrent par hasard tard dans la nuit dans le Prater. Lui sort du poste de police, elle porte toujours sa robe luxueuse. Elle est encore soûle, elle se met à l'insulter et à lui faire des tas de reproches puis lui demande de la laisser seule. Tini est désespérée et erre sans but à travers la nuit noire. Le lendemain matin, il lui vient l'idée de mettre fin à sa vie, de se jeter dans le Danube. Heureusement, elle est sauvée au dernier moment. Fred lui rend visite à l'hôpital, elle le prend dans ses bras.

## Fiche technique
- Titre : Prater (Autriche)/Der Weg des Herzens (Allemagne)
- Réalisation : Willy Schmidt-Gentner
- Scénario : Johann Berthold
- Musique : Willy Schmidt-Gentner
- Direction artistique : Julius von Borsody
- Photographie : Reimar Kuntze
- Son : Hans Grimm
- Montage : Hilde Grebner
- Société de production : Mondial-Film (Autriche)
- Pays d'origine :  Autriche
- Langue : allemand
- Format : Noir et blanc - 1,37:1
- Genre : Drame
- Durée : 80 minutes
- Dates de sortie : 11 septembre 1936 en  Autriche, 4 août 1937 en  Allemagne

## Distribution
- Magda Schneider: Tini
- Willy Eichberger: Fred
- Fred Hennings (de): Baron Castelli
- Hans Olden (de): Nicki
- Hilde von Stolz: Valerie, la sœur de Fred
- Michael Xantho (de): Le magicien du Prater
- Pee Adalet: Lilo
- Alfred Neugebauer (de): L'homme d'affaires
- Richard Waldemar (de): Le propriétaire
- Mizzi Griebl: sa femme
- Eduard Loibner: Le commissaire de police
- Robert Valberg (de): Le détective qui arrête le baron Castelli
- Annie Rosar: La femme aux fleurs dans le Prater
- Babette Devrient-Reinhold (de): L'hôtesse
- Fred Liberté: Un clochard

## Autour du film
Le tournage commence au début de mai 1936. La première du film a lieu le 11 septembre 1936 à Vienne. La première représentation en Allemagne est le 4 août 1937 à l'Atrium à Berlin.
En Autriche et en Allemagne, le film a fait lors de son passage devant les comités de censure l'objet d'une interdiction aux mineurs.
Les chansons du film sont "Liebe ist mein Schicksal" (L'amour est mon destin) et "Schenk' mir von Dir ein Foto" (Donne-moi une photo de toi!).

## Ntes et références
- (de) Cet article est partiellement ou en totalité issu de l’article de Wikipédia en allemand intitulé « Der Weg des Herzens » (voir la liste des auteurs).